# (Only) The Dead Dreams of the Cold War Kid
(Only) The Dead Dreams of the Cold War Kid is een nummer van de Britse band Hawklords. Het is afkomstig van hun album 25 Years On. Het is een lied omtrent de Koude Oorlog en de gevolgen daarvan. Het kind dat in die tijd geboren werd, droomde/kreeg nachtmerries van  spionage ("in trench coat behind papers") en contraspionage ("secret career"). Alles uitlopend in de soldaten die verplicht waren vluchtelingen uit de DDR die via de Berlijnse Muur naar het Westen probeerden te vluchten neer te schieten ("In a town by the wall the machine gunners wait"). De muziek is minimalistisch van opzet. De muziek dwarrelt rond een centraal akkoord met toontje hoger, toontje lager.

## Musici
- Robert Calvert – zang
- Harvey Bainbridge – gitaar, basgitaar
- Steve Swindells – toetsinstrumenten
- Simon King – slagwerk
- Simon House – viool